# Abisara meta
Abisara meta är en fjärilsart som beskrevs av Hans Fruhstorfer 1904. Abisara meta ingår i släktet Abisara och familjen Riodinidae. Inga underarter finns listade i Catalogue of Life.